# Géographie électorale du Front populaire en France
Vous pouvez aider à l'améliorer ou bien discuter des problèmes sur sa page de discussion.
- Il ne respecte pas la neutralité de point de vue. Considérez son contenu avec précaution. Il est possible de préciser les sections non neutres en utilisant {{section non neutre}} et de souligner les passages problématiques avec {{passage non neutre}}. (Marqué depuis juin 2021)
- Il peut contenir un travail inédit ou des déclarations non vérifiées. Vous pouvez l’améliorer en ajoutant des références. (Marqué depuis juin 2021)

Vous pouvez aider à l'améliorer ou bien discuter des problèmes sur sa page de discussion.
- Il ne cite pas suffisamment ses sources. Vous pouvez indiquer les passages à sourcer avec {{référence nécessaire}} ou {{Référence souhaitée}}, et inclure les références utiles en les liant aux notes de bas de page. (Marqué depuis juin 2021)
- Il n’est pas rédigé dans un style encyclopédique. (Marqué depuis juin 2021)
- Son titre n'est pas conforme aux conventions de Wikipédia. Renommez l'article pour que son titre décrive précisément et brièvement le sujet traité en respectant ces conventions. (Marqué depuis juin 2021)
- Il semble adopter un ton trop journalistique, voire sensationnaliste. Modifiez son contenu pour adopter un style encyclopédique. (Marqué depuis juin 2021)
- Son introduction est soit absente, soit non conforme aux conventions de Wikipédia. (Marqué depuis juin 2021)

- Archive Wikiwix
- Bing
- Cairn
- DuckDuckGo
- E. Universalis
- Gallica
- Google
- G. Books
- G. News
- G. Scholar
- Persée
- Qwant
- (zh) Baidu
- (ru) Yandex
- (wd) trouver des œuvres sur Wikidata

Quand on évoque le Front populaire, on pense la plupart du temps aux acquis sociaux de l’été 1936 (semaine de 40 heures, les nationalisations, les congés payés, etc.), aux actions du Cabinet Blum, plutôt qu’aux faits qui l’ont porté au pouvoir. On connaît tous plus ou moins les actions du Front populaire (les réformes dans tous les domaines, social, culturel, économique), les grèves de mai-juin 1936. Mais on connaît moins cependant les circonstances qui ont amené au pouvoir pareil gouvernement, et donc de fait les circonstances qui ont permis ces avancées dans beaucoup de domaines, avancées qui semblaient bien improbables deux ans à peine auparavant, alors que la France était en proie à la crise politique et à l’instabilité.
Alors comment a pu arriver au pouvoir ce gouvernement de Front populaire, dans un contexte international incertain, deux ans à peine après les émeutes du 6 février 1934, quelques mois après un gouvernement dirigé par Laval ? C’est par une analyse des élections d’avril mai 1936 que j’essayerai d’apporter un élément de réponse. Comment a-t-il pu remporter ces élections, et quelles leçons tirer de l’analyse de ces élections ? D’abord, il s’agit de placer un cadre à l’analyse en exposant les faits et les chiffres de ces élections.
Ensuite, il s’agira de déterminer les principales causes qui ont conduit le Front populaire au pouvoir, qu’elles soient politiques, économiques, ou culturelles.
Enfin, on pourra dégager dans une troisième partie une conséquence directe de ces élections, l’accentuation d’un clivage déjà existant, entre deux parties de la société française qui s’affrontent.

## Les élections

### La campagne
De manière tout à fait factuelle, l’histoire du Front Populaire débute le 14 juillet 1935, lors de manifestations dans lesquelles radicaux, socialistes et communistes prêtent serment : « Nous faisons le serment de rester unis pour défendre la démocratie, pour désarmer et dissoudre les ligues factieuses, pour mettre nos libertés hors d’atteinte du fascisme. Nous jurons de défendre la liberté conquise par le peuple de France, de donner du pain aux travailleurs, du travail à la jeunesse et au monde la grande paix humaine ».
Cette journée du 14 juillet 1935 est l’aboutissement de longues tractations commencées à l’initiative des communistes le 27 juillet 1934, lorsque ces derniers signent un pacte d’unité d’action avec les socialistes. En octobre 1934, Thorez lance le mot d’ordre de « rassemblements populaire », comprenant le Parti Radical, dont les fédérations se prononcent en faveur du Rassemblement Populaire dans les premiers mois de 1935. Le 23 septembre 1935 voit la publication d’une plate forme commune au PCF et à la SFIO. Les négociations pour le vrai programme s’engagent à trois, avec les radicaux.
Le programme du Front Populaire est publié en janvier 1936. Il y a de profonds désaccords, notamment sur la question des nationalisations, que défend la SFIO, mais que refusent les radicaux pour des raisons de libéralisme économique, ainsi que le PCF pour des raisons idéologiques (les nationalisations n’ont aucun caractère socialiste, au contraire de la planification). Néanmoins le programme fini par être publié :
Revendications :
- Désarmement et dissolution des ligues
- Abrogation des lois scélérates restreignant la liberté de la presse
- Organisation d’émissions radiophoniques d’État, permettant une exactitude de l’information et une égalité des organisations politiques à l’antenne.
- Libertés syndicales pour tous
- Prolongation de la scolarité obligatoire jusqu’à 14 ans
- Constitution d’une commission d’enquête parlementaire sur la situation économique, politique, des colonies françaises
- Maintien et défense de la paix
- Passer de la paix armée à la paix désarmée
- Nationalisation des industries de guerre
- Institution d’un fonds national du chômage
- Politique keynésienne de relance
- Soutien des coopératives agricoles

Selon G. Lefranc, il y a eu plus de 90 organisations qui ont participé au Rassemblement Populaire (Ligue des droits de l’homme, Ligue anti-impérialiste, Grand Orient de France, mais aussi Union naturiste de France ( !))

### Les résultats
Le taux de participation est de 84 % : C’est le plus fort depuis 1914.
Au premier tour du 26 avril 1936 :
- Le PCF obtient entre 1 454 000 (le Temps) voix et 1 503 000 voix (le Populaire), progressant ainsi par rapport à 1932 de 82 à 94 %. Le PCF double presque son score de 1932. Il y a des progrès sensibles dans les régions industrielles, les banlieues ouvrières et la région parisienne. La carte du vote communiste correspond à peu près à celle de la répartition ouvrière. Mais le progrès est visible également en milieu rural (Dordogne, Lot-et-Garonne).
- Le Parti Radical perd des voix. Avec 1 400 000 voix, il est désormais troisième parti du Front Populaire. Ils perdent entre 21,8 % (l’huma) et 23,7 % (le temps) de leurs voix. Le Parti Radical perd des voix non seulement sur sa gauches (voix raflées par la SFIO ou le PCF dans une moins large mesure), mais aussi sur sa droite (dans l’Ouest, le Centre Ouest, la région Rhône Alpes). Les radicaux régressent dans des régions où le PCF et la SFIO ont été actifs (milieux ruraux)? Cause : Le Parti Radical a joué l’ambiguïté : 9 de ses fédérations sont hostiles au Front Populaire. Elles sont souvent classées à droite, et regroupent les votes des inquiets, et pour des endroits ruraux comme le Lot-Et-Garonne, où le vote communiste progresse, c’est la fraction de la paysannerie, inquiète du collectivisme qui vote alors pour les fédérations radicales hostile au Front populaire.
- La SFIO (entre 1 811 237 et 1 955 000 voix) recule très légèrement par rapport à 1932 (entre 0,45 et 3,91 %). Une partie de ces pertes est due à la dissidence néo-socialiste. C’est vrai dans la Gironde de Marquet et le Var de Renaudel. La SFIO recule également légèrement dans les zones ouvrières, mais gagne des voix en Bretagne (aux dépens de la droite) et dans le Sud-Ouest (aux dépens des radicaux.)
- USR : Quatrième composante du Front Populaire : 587 000 voix
- Autres petites formations : les dissidents de gauche du Parti Radical (PRS-CP), les candidats du Parti frontiste de Bergery, les doriotistes,  les communistes indépendants, les socialistes indépendants, les socialistes-communistes. Certaines d'entre elles se regroupent au sein de la Gauche indépendante, groupe parlementaire d'orientation progressiste.
- À droite : Quasi absence des ligues extrémistes. Mais dans les campagnes, les candidatures agraires fleurissent, à l’initiative du parti Agraire de Fleurant Agricola. Ces petites candidatures relaient l’agitation d’extrême-droite du pays.

- Au second tour, il n’y a que 174 élus au premier tour : 424 circonscriptions sont en ballottage. Thorez, Daladier et Severac (SFIO), appellent à « faire bloc sur celui des candidats que le suffrage universel a mis en tête ». Globalement, la droite réussit un meilleur second tour que la gauche : Le PCF passe de 11 à 72 députés, La SFIO passe de 131 à 147 députés, Le Parti Radical de 157 à 106 (perte de 51 sièges.)

Les élections de 1936 montrent une assez faible progression de la gauche dans son ensemble par rapport à 1932. Cependant, les changements sont importants au sein de la gauche elle-même, avec un Parti Communiste qui double pratiquement ses voix, tandis que le Parti Radical semble sur le déclin.

## Pourquoi la victoire de la gauche

### Les causes politiques et économiques de la victoire de la gauche
Outre les modifications dans la ligne de conduite du PCF, outre la campagne électorale des différents partis, la victoire du front populaire est due d’abord à la conjoncture politique et économique.
- Les problèmes économiques (PAIN): La crise économique touche la France dès 1931. La crise touche tous les secteurs de l’économie :

- - Industrie : indice de la production industrielle en France (base 100 en 1938) : 1929 = 121, 1935 = 94. Cet effondrement de la production a pour effet direct d’engendrer le chômage et le sous-emploi. C’est d’ailleurs avec la crise que le rôle des syndicats va s’accentuer. D’ailleurs, la réunification de la CGT et de la CGTU a lieu à Toulouse en mars 1936, que la CGT réunifiée participe à l’élaboration du programme du Front Populaire.
  - Agriculture : le froment passe de 153 francs le quintal en 1931 à 74 francs en 1935. De plus, l’agriculture française est touchée par une crise structurelle. Près des trois quarts des exploitations agricoles françaises font moins de 10 hectares. Il s’agit de petits propriétaires, qui attendent beaucoup de la part du Front Populaire.
  - Finances : la France est excédentaire jusqu’en 1930. En 1931 : déficit de 5 milliards. En 1935 : 10 milliards de déficit. Les capitaux commencent à fuir la France à partir de 1935.
- C’est à partir de ce moment-là que se met en place la politique de déflation du gouvernement Laval (qui était déjà entreprise depuis 1933 par les gouvernements précédents). Ce dernier, à peine arrivé au pouvoir, entend appliquer sans défaillance la déflation afin de parvenir au redressement de la situation. En juillet 1935, il décide une réduction générale des dépenses de l’État de 10 %. C’est-à-dire que le salaire des fonctionnaires baisse de 10 %. On comprend bien que cette mesure a joué un rôle dans la victoire du Front Populaire, dans la mesure où une partie des classes moyennes (les fonctionnaires) ont préféré voter pour l’opposition.

- La conjoncture intérieure de la France (LIBERTE) : Si la politique de déflation menée par Pierre Laval en 1935 a pour effet de voir une partie de l’opinion espérer un changement à l’occasion des élections de mai 1936, le paramètre des ligues et du fascisme est lui aussi à prendre en compte, mais avec modération.
- La poussée ligueuse du début des années 1930, qui voit son paroxysme dans la soirée du 6 février 1934, est sans doute un des éléments qui ont fondé une véritable cohésion des forces de gauche. Bien sûr, le 6 février 1934 n’est pas l’origine au singulier du Front Populaire, mais c’est un élément à prendre en compte dans la lente maturité du Rassemblement des gauches. Certes, le 6 février a provoqué chez les militants de gauche une réaction immédiate face à ce qu’ils concevaient comme une tentative de coup d’État fasciste. Mais il ne faut pas oublier que la 9 février, les communistes organisent une manifestation contre la tentative fasciste, mais aussi pour conspuer Daladier, qui sera leur allié un an et demi plus tard.

Si le 6 février 1934 a été pour la SFIO l’occasion de se rendre compte du danger des ligues (il y aura aussi l’attentat manqué contre Léon Blum en février 1936), pour les radicaux, c’est un échec gouvernemental qui sème le trouble chez les militants et qui préfigure l’échec électoral radical d’avril 1936. Pour le PCF, bien plus que le 6 février 1934, c’est le changement de la ligne politique de l’Internationale qui est à l’origine des mutations auxquelles est sujet le Parti dès la fin 1934, et qui conduit à l’alliance du 14 juillet 1935. Le phénomène des ligues est donc à replacer dans le contexte, essentiel mais pas crucial pour comprendre la victoire de la gauche en mai 1936.
- Ainsi voit-on que ce qui semble à l’origine du mouvement de Rassemblement populaire, plus que la volonté d’union face à l’adversité, c’est le changement de ligne politique de la part du PCF à partir de 1934. Ces changements suivent ceux qui ont lieu à Moscou, et le Communisme français, auparavant révolutionnaire internationaliste, peut lui aussi prétendre, à l’image de Staline, construire « le socialisme dans un seul pays ». Les élections municipales de mai 1935 sont l’occasion d’apprécier les changements qui s’opèrent dans le comportement électoral : renforcement des droites modérées, affaissement des radicaux, montée des socialistes (qui conquièrent plusieurs grandes villes, comme Marseille, Nantes ou Dijon) et des communistes qui contrôlent plus de 90 municipalités de plus de 5 000 habitants (au lieu de 38 auparavant).
- En outre, la conjoncture internationale semble avoir elle aussi joué tant sur la rapidité des modifications de la politique du PCF que sur le moral de la société française

- La conjoncture internationale (PAIX):

Contexte international particulier, entre réarmement de la Rhénanie et rapprochement avec l’URSS (les amis de l’URSS passent de 7000 à 34000 membres en 1935.)
- La politique extérieure du gouvernement Pierre Laval devait jouer un rôle dans la marche vers le Front Populaire. La signature du pacte franco-soviétique en mai 1935 (et ratifié par l’Assemblée en février 1936, par le Sénat en mars 1936), et les déclarations de Staline qui « comprenait et approuvait la politique de défense nationale de la France », désappointèrent un moment les communistes qui, quelques mois à peine auparavant, s’affirmaient encore défaitistes révolutionnaires, antimilitaristes.

L’approbation par Staline de la politique de Laval a fait changer la ligne du Parti Communiste : Thorez et le PCF exaltèrent alors la Marseillaise, le drapeau tricolore, en signe de fidélité nationale : « Nous avons réconcilié le drapeau tricolore de nos pères avec le drapeau rouge de nos espérances ». Cette volte-face du PCF a été une des raisons de la fulgurante progression de ses adhérents communistes en 1936, ainsi que son succès électoral en avril-mai 1936.
- La ratification de ce traité franco-soviétique, traité d’assistance mutuelle entre la France et l’Union soviétique, fut pour Hitler un bon prétexte à agir en Rhénanie en mars 1936.

Les événements de Rhénanie eurent sur l’opinion publique française un effet plutôt négatif. Si l’absence de sondages ne nous permet pas d’établir de preuve tangible de cet état de faits, la production artistique et littéraire de l’époque suffit pour démontrer une certaine angoisse des Français face aux événements internationaux, et surtout face au totalitarisme hitlérien.

### Les causes socioculturelles
- Le monde littéraire. Il apparaît comme à cette époque en pleine ébullition, ébullition qui illustre les changements, les angoisses dont est victime la société à cette époque, angoisses qui ont joué dans les élections de 1936. À voir sous l’angle de Giraudoux et de Giono. L’angoisse des français se ressent dans les œuvres littéraires de l’époque.

C’est le cas de La guerre de Troie n'aura pas lieu, de Jean Giraudoux, qui remporte un réel succès. La pièce de théâtre est pacifiste, et le succès dont elle est la victime peut démontrer les attentes et les angoisses du pays à cette époque, face à la montée des périls mondiaux. L’œuvre de Giraudoux, si elle n’est pas un facteur déterminant en soi dans les élections d’avril 1936, se révèle par son succès un indicateur des inquiétudes des français en 1935.
- La gauche est riche à cette époque d’écrivains de talent. Louis Aragon, Malraux, Nizan, mais aussi Giono. Giono, en 1935, entreprend la rédaction de « Bataille dans la Montagne », après les premières manifestations du Rassemblement Populaire, pour lequel il éprouve la plus grande sympathie. L’ouvrage, où un sauveur de communauté est confronté à une situation réaliste (la lutte contre un torrent en cru), intègre pleinement le héros à une action collective, à une fin collective.

L’œuvre de Giono, par son engagement, montre les changements que subit à cette époque là le monde littéraire, changements qui illustrent et encadrent le mouvement général d’une société qui élit en 1936 une majorité de gauche comprenant les communistes.
- Le cinéma de la période 1935-1936 nous renseigne aussi sur l’état d’esprit de la société. Mais, au contraire de la littérature, le cinéma est un art de masse qui s’adresse à toutes les couches de la société, prolétaires compris. Ainsi, en janvier 1936 sort sur les écrans « le crime de Monsieur Lange », de Jean Renoir, qui raconte l’histoire d’un petit comptable qui remonte une imprimerie sous forme de coopérative après la disparition frauduleuse du patron. Mais ce patron revient demander son dû, déguisé en curé. Ce film, peut être considéré comme ce que Pascal Ory appelle un « film de front populaire ».

Le cinéma, bien plus qu’un indicateur, favorise à travers les 5 000 salles de cinéma que comptait alors la France, l’idée de Front Populaire. D’ailleurs, c’est à partir de cette époque que Prévert se consacre uniquement au cinéma (Quai des Brumes en 1938), et le succès que remporte la gauche aux élections d’avril-mai 1936 se retrouve plus tard avec celui de « La Grande illusion ».
- La France est alors touchée par une sorte de révolution culturelle. En effet, des journaux comme Paris soir doublent entre 1934 et 1938 leur tirage. Le style imagé de Paris soir, qui entraîne la création de l’hebdomadaire photographique Match, révèle un changement de comportement de la part des lecteurs.
- De plus, les années 1934-1935 marquent l’essor d’un média nouveau, la radio. La France compte alors 5 millions de postes TSF, et c’est à la radio que l’on suit désormais les grands événements du monde.
- L’apparition de ce nouveau moyen de communication en tant qu’objet de masse, ainsi que la transformation progressive de la culture française, favorisent les partis de gauche qui utilisent à leur profit ces transformations.
- En effet, la propagande de la gauche est très active. La radio est de plus en plus utilisée par les leaders, si bien qu’en avril 1936, c’est à la radio que Thorez tend la main aux catholiques. De plus, grâce au cinéma et aux actualités, les leaders ne sont plus des gens lointains. On connaît leurs visages par l’image, et on entend désormais le son de leurs voix.
- De plus, les nombreux artistes et écrivains sympathisants aux idées de gauche, favorisent la propagation de ces idées aux masses (Giono, Prévert, Renoir, mais aussi Picasso.)
- Les nouveaux instruments de la propagande jouèrent un grand rôle dans la victoire du Front Populaire. C’est à la radio que l’on a appris, par exemple, en février 1936, l’agression de Blum par des militants de droite, agression qui suscite un large mouvement d’indignation, relayé par les stations radio.

## Une France coupée en deux
Les élections de mai 1936 démontrent ou confirment, qu’il existe une césure dans la société française. D’un côté les partisans de l’espoir, de l’autre ceux de la crainte d’une bolchévisation de la France.

### «L’avenir est à nous»
Les élections de 1936 suscitent un vif espoir pour tous les partisans de gauche. 
- Une partie du monde artistique et culturel soutient, comme nous l’avons vu, l’initiative du Front populaire. Mais cette élite culturelle elle-même est divisée, comme l’est la masse du pays.

- Selon certains historiens, les grèves de mai juin 1936 furent un signe de cet espoir ouvrier. En effet, si certains veulent voir en ces grèves une « révolution manquée », d’autres la présentent, comme Simone Weil, comme une « fête collective ». L’ambiance sur les piquets de grève est d’ailleurs plutôt détendue, on joue de l’accordéon, on danse, et entre deux chants révolutionnaires, on pousse même des chansonnettes françaises comme « Auprès de ma blonde ». Il semble donc, dans cette hypothèse, que la grève, qui a commencé spontanément un peu partout, est une grève d’espoir, une interpellation directe du nouveau gouvernement à peine formé. L’argument avancé par les partisans de cette thèse est qu’on ne traite pas avec un gouvernement que l’on veut renverser par la révolution. Le monde ouvrier a donc espoir, un espoir qui est traduit par la phrase de Marceau Pivert au lendemain des élections : « L’avenir est à nous ! »

La population ouvrière, ainsi qu’une partie de la population paysanne, mais aussi une partie des classes moyennes, attendent beaucoup du Front Populaire, pour qui ils ont voté. Ils attendent surtout une amélioration de leurs conditions de travail, mais aussi une politique pacifiste, ainsi que des actions qui puissent faire barrage au fascisme. 

### Une France qui a peur
- Opposé à cela, les élections de 1936 montrent que sur les 9,8 millions de votants, il y a quand même 4 millions et demi de voix pour la droite, donc l’opposition.
- De nombreux français ont dit non au Front Populaire, notamment, nous l’avons vu, les grands propriétaires terriens (Bretagne), la haute bourgeoisie, le patronat, l’Église et en général les milieux conservateurs. En avril 1936, le colonel de la Rocque fait un discours à la radio. C’est un appel à tous les hommes « de bonne volonté d’où qu’ils viennent, pour lutter contre le chômage, et faire disparaître ces « hordes d’étrangers qui encombrent les cités pauvres, qui contaminent les populations ».

Même si le colonel de la Roque représente une frange ligueuse de la population, ce discours nous montre le caractère xénophobe d’une partie de cette opposition au Front Populaire. 
- Xénophobie (qui n’est pas seulement le lot d’une partie de la droite, mais aussi de certains hommes de gauche) qui se double parfois d’antisémitisme à l’égard notamment de Léon Blum et de certains membres du Cabinet de confession israélite. Charles Maurras dans l’Action Française, ou Henri Béraud dans Gringoire, se livrent à une violente campagne antisémite dès les premiers mois du Front Populaire au pouvoir.

Avec les élections de 1936, et les grèves qui s’ensuivent, une partie de cette opposition développe la thèse de l’anticommunisme. Les grèves de 36 sont alors perçues comme une tentative de révolution menée par le PCF. L’opposition favorise alors une lecture des événements qui discerne derrière chaque difficulté la main du complot communiste. Cette idée du complot poussent certains groupes extrémistes à agir, comme la Cagoule, organisation clandestine d'Eugène Deloncle.
Ainsi les élections de 1936 accentuent encore plus les oppositions qui pouvaient exister auparavant entre une gauche antifasciste et une droite plutôt nationaliste.
- D’autres, comme Tardieu, reprochent au Front Populaire de dessaisir les pouvoirs légaux au profit des organisations syndicales, imposant une véritable dictature de l’antifascisme au pays, tandis que les milieux conservateurs voient en le socialisme une menace aux vertus traditionnelles.